# یوجی اونوزاوا
یوجی اونوزاوا (انگلیسی: Yuji Unozawa؛ زادهٔ ۳ مهٔ ۱۹۸۳) بازیکن فوتبال اهل ژاپن است.
از باشگاه‌هایی که در آن بازی کرده‌است می‌توان به باشگاه فوتبال آویسپا فوکوئوکا، باشگاه فوتبال آلبیرکس نیگاتا، و باشگاه فوتبال کاشیوا ریسول اشاره کرد.